# Prawaja Ljasnaja
Die Prawaja Ljasnaja (Правая Лясная; polnisch: Leśna Prawa) und die auf belarussischem Gebiet entspringende Lewaja Ljasnaja (Левая Лясная; polnisch: Leśna Lewa) sind die beiden Quellflüsse der Ljasnaja, zu der sie sich bei dem kleinen Dorf Wuhljany (Вугляны) östlich der Kleinstadt Kamjanez (Каменец/Камяне́ц) in der belarussischen Breszkaja Woblasz vereinigen. Ihr Wasser fließt über den Bug und den Narew der Weichsel zu.

## Geografie

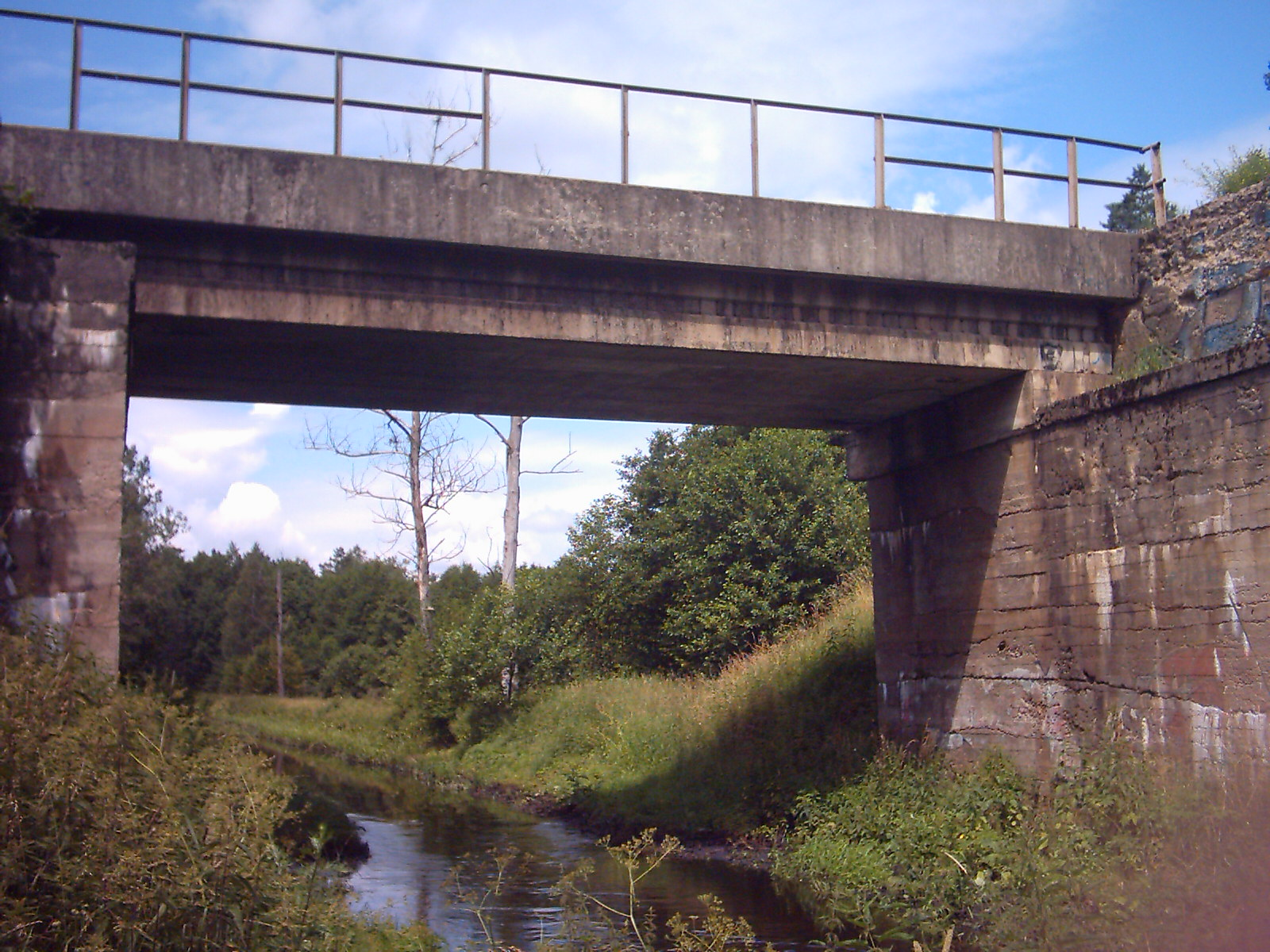
Brücke der Bahnstrecke Hajnówka – Siedlce

Der rund 63 km lange Fluss entspringt im Norden der Stadt Hajnówka in der polnischen Woiwodschaft Podlachien. Er durchfließt diese Stadt und weiter in südsüdöstlicher Richtung den Südteil des Białowieża-Urwalds, nach seinem Übertritt nach Belarus den dortigen Nationalpark Belaweschskaja puschtscha. Von seinem Lauf entfallen 30 km auf die Strecke in Belarus. Von dem im Rajon Kamjanez gelegenen Zusammenfluss mit der Lewaja Ljasnaja an bildet er die Ljasnaja.
Das Einzugsgebiet wird mit 996 km² angegeben, der durchschnittliche Abfluss an der Mündung mit 4,8 m³/s.